# 엘소드
엘소드(Elsword) KOG에서 개발하고 넥슨에서 배급하는 온라인 횡스크롤 액션 게임이다. 대한민국에서의 이용가 등급은 게임물관리위원회에서 정한 전체 이용가이다.

## 역사
지스타 2007에서 홍보 영상을 통해 처음으로 공개되었다. 1월 22일 K.O.G.는 넥슨과 조인식을 갖고 넥슨을 통해 대한민국에서의 퍼블리싱 계약을 맺었다. 세 차례의 클로즈 베타를 거친 뒤, KOG와 넥슨은 3차 CBT에 참가했던 게이머를 대상으로 투표를 실시하여 찬성률이 90%이 넘으면 12월 이내로 서비스를 실시하겠다고 발표하였다. 이는 최초로 개발사와 배급사, 그리고 게이머 간에 투표를 통한 소통으로 오픈베타 서비스의 개시여부를 결정하도록 한 일이다. 이 투표는 12월 13일부터 같은 달 19일까지 실시되어 총 36,028명이 참여했는데, 33,866명이 찬성하고 2,162명이 반대하여 94%의 찬성률을 달성함에 따라 KOG와 넥슨은 12월 27에 오픈베타 서비스를 개시하였다.

### 업데이트
2008년 5월 8일 'Act2: 레이븐 VS 레이븐' 업데이트로 네 번째 캐릭터 '레이븐'이 추가되었다.
서비스개시 1주년을 기념하여 2008년 12월 18일자 대규모 업데이트인 〈시즌II 액트 1: 나소드의 여왕(Act 1: The queen of Nasod)〉를 통해 다섯 번째 캐릭터 '이브' 와 페이타 지역이 추가되었으며, 게이머들의 불편함을 해소하고자 분리되어 있던 마을과 광장이 통합되었다. 이러한 대규모 업데이트를 마치고 12월 27일에 동시 접속자 1만 3천명을 기록함으로써 성공적인 컨텐츠 업데이트로 평가되었다. 이브의 목소리는 우정신이 맡았다.
2009년 11월 23일 동시 접속자가 2만 2천명을 기록하였다. 지난 10월 31일 1만 5천명을 기록한 이후 지속적으로 늘어나 시즌2 Act 3 대규모 업데이트를 마친 후에 달성한 성과로, 배급사인 넥슨은 휴면 유저들의 복귀와 신규 유저들이 큰 폭으로 증가하였다고 밝혔다. 시간이 지남에 따라 급증하는 접속 유저가 늘어남에 따라 이에 대응하기 위해 12월 24일에 가이아로 이름지어진 새로운 서버가 증설되었다.
2010년 2월 17일 KOG는 NHN 재팬과 수출 계약을 맺고 일본에서의 서비스를 한게임에 위탁하는 계획을 세웠다. NHN 재팬은 엘소드의 정식 서비스에 앞서 같은 달 25일부터 3월 4일까지 선행테스트를 거쳤으며, 3월 17일 15시에 정식 서비스를 시작하였다.. 2010년 4월 27일 일본판 지역화의 하나로 캐릭터의 음성을 담당할 성우가 정해졌다. 엘소드 역에 스즈무라 켄이치, 아이샤 역에 쿠기미야 리에, 레나 역에 호리에 유이, 레이븐 역에 미야노 마모루, 이브 역에 노토 마미코, 아리엘 역에 마츠키 미유, 루리엘 역에 하라다 히토미가 목소리를 연기한다. 7월 14일에 적용되었다.
2010년 5월 4일에는 각 지역에 배치된 비밀던전에 헬 모드가 추가되었다. 헬 모드는 던전 끝에 거대하고 강한 보스 몬스터 캐릭터가 나오는 것이 특징이다. 높은 레벨을 축적하고 캐릭터 조작 기술이 좋은 고급 유저를 위한 컨텐츠로, 윌리의 지하연구실, 용의 둥지: 나락, 운송 터널: 오염 구역의 3곳에 추가되었다. 진행 도중, 특정 조건에 따라 더욱 어렵게 진행할 수 있는 루토의 시공으로 들어갈 수 있으며 그에 따른 보상이 주어진다. 또한 같은 달 20일에 솔레스와 가이아 서버의 플레이어가 같이 대전과 던전을 함께 할 수 있는 시스템을 도입하여 좀 더 활성화된 게임 플레이를 시도하였다. 단, 개인거래나 친구 추가등의 서버 간에 간섭되는 행위는 불가능하다.
2010년 6월 17일, 유럽의 최대 온라인 게임 배급사인 게임포지와 중화인민공화국의 자이언트 네트워크와도 배급 수출 계약을 맺었다. 두 국가에서의 서비스는 2010년 하반기로 예정되어 있다.
2010년 6월 10일부터 2010년 9월 29일까지 ' 1,000일 전야제 이벤트 보관됨 2018-01-10 - 웨이백 머신 '를 진행하였으며, 2010년 7월 1일에〈시즌II 액트4 파트1: 밀려오는 어둠의 힘〉 업데이트를 위한 ' ACT4 밀려오는 어둠의 징조 전야 이벤트(7/1~7/14)'를 진행되었다.
크리스마스맞이 연말 업데이트가 이뤄진 2010년 12월 23일에 새롭게 조작가능한 남자 캐릭터 청과 나머지 캐릭터들의 새로운 2차 스킬 및 기존의 스킬을 강화시킬 새로운 메모가 추가되었다.
2011년 1월 27일에는 만렙이 50에서 56으로 확장되고 청의 1차 전직이 추가되었다. 그리고 신대륙 플루오네에서 첫 번째 마을이자 청의 고향인 하멜이 공개되었으며, 루렌시아의 벨더 수도에서 군함을 통해 오갈 수 있다.. 4월 27일 북아메리카 지역에서의 오픈 베타 서비스를 개시하였다.. 트랜스폼으로 명명된 각 캐릭터별 1-3차 직업 업데이트에서 시스나이트가 업데이트된 12월 10일에 동시 접속자 수가 2만 3천 명을 달성하고, 배틀매지션이 업데이트된 12월 18일에는 5만명을 달성하였다.
2012년 7월 5일부터 '트랜스폼' 캐릭터들의 2차 전직 업데이트가 진행되었고 9월 20일 대전 개편으로 대전 시즌 2가 시작되었다.
2012년 11월 8일엔 역대 최악의 업데이트인 '필드화'가 업데이트되었다. 이 업데이트로 인해 많은 유저들이 '제2의 메이플스토리를 하고 싶지는 않다.'라는 말과 함께 엘소드를 그만두었고 ED시세는 뚝 떨어졌다. 게다가 수많은 오류와 렉을 수정하지 않고 그대로 가져와 유저들이 게임 이용에 많은 불편함을 겪었다.
2012년 12월 20일에는 신규 캐릭터 '아라 한'이 추가되었다. 아라의 무기는 창이고 기력과 호선경 모드라는 독특한 시스템을 가지고 있다.
2013년 1월 3일 최고 레벨이 65로 확장되고 샌더 마을, 샌더 던전 2개, 샌더 필드 1개가 추가되었다. 또 신녀 납치라는 저급 스토리 때문에 아쉬운면이 있지만 맵 구현이 잘 되어 있는 편이라 괜찮다는 평도 많이 받았다.
2013년 5월 16일에는 결혼 시스템이 업데이트되었다. 게임 내의 캐릭터가 대부분 미성년자이기 때문에 비판을 받았다.
2013년 7월 18일에는 신규 캐릭터 '엘리시스'가 추가되었다. 엘리시스는 설정상 엘소드의 누나로 엘소드와 엘리시스는 결혼 하지 못하도록 막혀있다(이때부터 엘소드의 설정이 많이 무너지기 시작했다).
2013년 8월 1일에는 최고 레벨이 70으로 확장됨과 동시에 하이퍼 액티브 스킬이 추가되었다. 하이퍼 액티브 스킬은 캐릭터 2차 전직, 65레벨이 되면 관련 퀘스트 또는 궁극의 비전서 아이템으로 봉인을 해제할 수 있다.
2013년 8월 29일에는 하멜에 비밀던전 '시련의 신전'이 추가되었다. 이 던전의 보스는 청의 아버지인 헬퍼트이다. 비밀던전 추가와 함께 비던 입장권이 루토의 출입증 하나로 통일되었으며 베스바이트도 하나로 통일되었다.
2013년 12월 19일에 신 캐릭터 '애드'가 추가되었다. 애드는 이브의 페어 캐릭터로 무기는 다이너모이다.
2014년 6월 12일에 전문직업 업데이트가 실시되어 보물사냥꾼, 대장장이, 연금술사 같은 전문직업이 생겼다. 이와 같은 전문직업은 레벨 40부터 취득 가능하다.
2014년 7월 24일에 아라 신규 1차 전직 소요 업데이트를 시작으로 2차 전직인 수라, 엘리시스 2차 전직 크림슨 어벤져, 애드 2차 전직 디아볼릭 에스퍼가 업데이트되었다.
2014년 11월 20일에 최고 레벨을 75로 확장하고 신규 마을 라녹스와 라녹스 던전 2개, 라녹스 필드 1개를 추가하였다.
2014년 12월 18일에 엘소드 최초 듀오캐릭터(이자 마족캐릭터) 루/시엘이 추가되었다. 루의 무기는 마력 장갑, 시엘의 무기는 건블레이드이다. 스킬을 사용하거나 커맨드 막타에 캐릭터를 교체할 수 있고, 둘이 같이 공격하는 경우도 있다.
2015년 1월 22일에 최고 레벨이 80으로 확장되었다.
2015년 7월 23일에 엘소드와 레나의 스킬 트리 형식이 2지선다에서 모든 스킬을 배울 수 있는 형식으로 업데이트되었다.
2015년 8월 6일에 아이샤와 레이븐의 스킬 트리 형식이 2지선다에서 모든 스킬을 배울 수 있는 형식으로 업데이트되었다.
2015년 8월 20일에 이브와 청의 스킬 트리 형식이 2지선다에서 모든 스킬을 배울 수 있는 형식으로 업데이트되었다.
2015년 9월 3일에 아라와 엘리시스 스킬 트리 형식이 2지선다에서 모든 스킬을 배울 수 있는 형식으로 업데이트되었다.
2015년 9월 24일에 애드와 루시엘의 스킬 트리 형식이 2지선다에서 모든 스킬을 배울 수 있는 형식으로 업데이트되었다.
2015년 11월 5일에 최고 레벨이 85 레벨으로 확장되었다. 그리고 신규필드 아틀라스 정거장을 추가하고, 던전 1개, 필드 1개가 추가되었다.
연이어서 추가로 던전 2개와 필드 1개가 업데이트되었다.
2015년 12월 17일에 신캐릭터 로제가 추가되었다.로제는 '웨폰팩'이라는 무기를 사용하는 여자 캐릭터다. 커맨드로 웨폰팩 무기의 종류를 교체할 수 있다.
웨폰팩의 종류에는
리볼버, 자동권총, 머스캣, 캐논으로 4가지가 있다.
2016년 5월 3일에 루시엘 신전직이 출시되었다. 1차전직은 디아블라, 2차전직은 데모니오로 출시되었다.
2016년 12월 15일에 신규 캐릭터 '아인'이 출시되었다. 동시에 1 라인 1 차 전직은 '롭티 : 익스큐터', 2 차 전직은 '아메 서머터지'로 업데이트되었고, 신규 캐릭터 '아인'이 출시된 기념으로 '아인 강림'이벤트가 진행되었다.
자세한 내용은 엘소드 공식 홈페이지 - 게임소식을 통해서 확인이 가능하다.
2017년 11월 15일부터 2018년 1월 11일 점검 전까지 '애니메이션 아바타, 커스텀 출시!' 이벤트를 진행.
2017년 11월 26일에 '2017 영웅대전 오프라인 결선'이 진행되었다. 오프라인 결선 경기 결과, 팀 이름이 '통일'인 팀이 1 위를 차지했고, '엘소드 유망주'팀이 2위, '상금타러왓서요'팀이 3 위, '군대가면살빠짐'팀이 4 위를 차지했다. '2017 영웅대전 Final 경기 결과 안내' 페이지 바로가기
'2017 영웅대전 Final 생중계' 페이지 바로가기
2017년 11월 30일에 모든 캐릭터들을 대상으로, 1 라인 3 차전직이 추가되었으며, 3 차 전직 업데이트로, '새로운 외형, 커맨드, 신규 패시브/하이퍼액티브 스킬, 2 차 초월 "진"스킬, 포스 스킬 시스템'이 추가되었다. 같은 일자에 '신규 던전 : 잊힌 엘리안의 성소'가 업데이트되었고, '대전 프리시즌'이 시작되었고, 로제 캐릭터와 아인 캐릭터를 제외한 모든 캐릭터의 손,발 크기가 개선되었으며, 레벨 99 미만의 캐릭터들은 영웅 던전을 플레이 시에 경험치를 획득할 수 있도록 영웅 던전이 개선되는 등의 점검이 이루어졌다.

2017년 12월 7일부터 2017년 12월 27일까지 "릴레이 징표의 선물 빅픽처 : 헤지호그 커플티"이벤트가 진행되었다.
2017년 12월 9일에 "단 한시간! 돌아온 넥슨캐시 빵원샵" 이벤트가 해당일 오후 4시부터 오후
4시 59분까지 약 한 시간 동안 진행되었다. '이벤트 기간 동안 넥슨캐시 빵원샵에서 최대 10,000캐시까지 획득할 수 있는 넥슨캐시 큐브를 무제한 판매'했고, '넥슨캐시 큐브에서 나오는 [코보]잠재된 넥슨캐시 티켓 조각을 모아 NPC 아리엘에게 가져가면 개수에 따라 넥슨캐시'로 교환이 가능했다.
2017년 12월 14일부터 2017년 12월 28일까지 14일간 '<엘소드 애니메이션> 소장용 패키지 | 스토리 펀딩'이 진행되었다.
2017년 12월 21일 점검 후부터 2017년 12월 27일까지 '10 주년 기념 이벤트'가 진행되었다.
2017년 12월 24일에 3 종의 '전문 직업'이 개편되었고, '사제 시스템'이 개편되었다.
2017년 12월 28일에 모든 캐릭터 2 라인 3 차전직이 업데이트되었으며, 2라인 3 차전직 업데이트를 기념한 이벤트와 2018년 새해 맞이 1 + 1 이벤트 등의 각종 이벤트들이 진행되었다.
2018년 1월 9일에 거대 보스 '헤니르에 물든 드라바키'가 출시되어, SPECIAL 던전에 '뒤틀린 시공 - 파르만의 봉우리' 던전이 추가되었다.
2018년 1월 11일에 정기 점검을 통해 '뉴이어 팡파르' 아바타가 출시되었고, '헤지호그 에코백/볼펜' 악세서리가 추가되었으며, '엘소드 카페 in 홍대' 이벤트가 진행되고 있고, '새해에도 엘소드 출석잼!' 이벤트가 진행되고 있고, '전직 퀘스트 진행 개선'을 통해 모든 마을에서 전직/초월 퀘스트를 수락할 수 있도록 개선되었다.
2018년 1월 25일부터 2018년 2월 8일까지 '세번째 3차 전직 전야' 이벤트와 '지금이 바로 파밍각!'이벤트가 진행된다.
'세번째 3차 전직 전야' - '궁극의 힘, 궁극의 혜택!'에서는 크게 5단계로, 첫번째 단계는 접속 후 3차 전직을 준비할 레벨 15이상, 3라인 전직 캐릭터 또는 4라인 전직 로제 캐릭터를 선택하는 단계로, 선택 후 플레이 시 매 레벨마다 레벨업에 필요한 경험치가 50퍼센트씩 지원되어 레벨업 속도가 2배가 되고, 선택된 육성 캐릭터는 이벤트 기간 동안 무기 강화 수치에 +3 혜택이 적용된다. 두번째 단계는 레벨 70 달성하기와 초월하고 적정레벨 던전 5회 클리어 하기다. 레벨 70을 달성하면 초월을 바로 할 수 있는 '[코보] 초월의 서' 아이템이 제공되고, 초월하고 적정 레벨 던전을 5회 클리어 시 '[코보] 스킬 슬롯 확장 메달(초월)' 아이템 15일권과 '[코보] 비밀던전 출입 허가증' 아이템 100 개와 '전야제의 증표'아이템 1개가 지급된다. 세번째 단계는 영웅던전 3회 클리어로 영웅던전 3회 클리어 시 '[코보] 전야제 - 영웅 무기함' 아이템 3개와 '전야제의 증표'아이템 1개를 지급해준다고 한다. 네번째 단계는 비밀던전 5회 클리어와 엘리아노드 지역 던전 5회 클리어와 매일 적정 레벨 던전 5회 클리어가 있다. 비밀던전 5회 클리어 시 '[코보] 영웅의 초대장' 아이템이 100 개와 '전야제의 증표'아이템이 1개 지급되고, 엘리아노드 지역 던전을 5회 클리어 시 '[코보] 엘리아노드 초대 수호장' 아이템 100 개와 '전야제의 증표' 아이템 1개가 지급된다고 한다. 또한 네번째 단계부터 이벤트 기간동안 매일 적정 레벨 던전 5회 클리어 시 3 종류의 소비 아이템과 '[코보] 근성포션' 아이템을 지급해준다고 한다. 다섯번째 단계는 레벨 99 달성하기다. 레벨 70때 '[코보] 초월의 서' 아이템 또는 초월 퀘스트 또는 '초월의 서' 아이템을 통해 초월을 달성하고, 레벨 99를 달성하고, 두번째 단계에서 1개, 세번째 단계에서 1개, 네번째 단계에 2개를 받을 수 있는 '전야제의 증표'아이템을 총 4개를 보유하고 있으면, '[코보] 현자의 마법석' 아이템과 '[코보] 뒤틀린 현자의 마법석' 아이템을 50 개씩 제공해준다고 한다. 참고로 지원받을 3라인 육성 캐릭터는 최대 2 명까지 선택이 가능하다.
'지금이 바로 파밍각!' 이벤트에서는 해당 이벤트 기간 동안 영웅던전 입장에 필요한 '영웅의 초대장'아이템이 3 개에서 1 개로 변경되며, 이벤트 기간 동안 매일 오후 7시 ~ 오후 7시 59분에 영웅 던전에서 아이템 드랍율 200 퍼센트 혜택이 제공되고, 해당 이벤트 기간 동안 매일 오후 8시 ~ 오후 8시 59분에 애드 던전에서 아이템 드랍율 200 퍼센트 혜택이 제공된다. 또한 매일 영웅 던전 3회 클리어 시 '[코보] 영웅의 징표' 아이템을 1개씩 제공하는데 8개를 모아서 아리엘 NPC에게 교환하면 '[코보] 영웅 던전 전용 강화의 부적 Lv.8'아이템 1개를 지급해주고, 교환하고 남은 '[코보] 영웅의 징표'아이템도 '아리엘 NPC'를 찾아가 교환 시 '[코보] 활력의 포션' 소비 아이템을 지급해준다고 한다.
2018년 1월 25일에 PC방 프리미엄 혜택이 개편되어 2018년 1월 25일부터 2018년 12월 31일까지 PC방에서 개편된 내용으로 PC방 프리미엄 혜택을 누릴 수 있다고 한다.
2018년 2월 2일에 "엘소드 방탈출 Cafe" 이벤트 내용이 공개되었다. "엘소드 방탈출 Cafe" 이벤트는 2018년 2월 9일부터 진행된다고 하고, 언제까지 하는지는 아직 모른다.
2018년 12월 6일에 신규캐릭터 라비가 출시되었다. 동시에 1라인 1차 전직은 '스파키 차일드', 2차 전직은 '럼블 펌', 3차 전직은 '이터니티 워너'로 업데이트되었다.
2020년 12월 17일에 신규캐릭터 노아가 출시되었다.

### 4라인 전직 업데이트
- 2021년 7월 8일에 엘소드 4라인이 업데이트 되었다.

- 2021년 9월 2일에 이브 4라인이 업데이트 되었다.

- 2021년 11월 11일에 아이샤 4라인이 업데이트 되었다.

- 2022년 1월 6일에 레이븐 4라인이 업데이트 되었다.

- 2022년 2월 10일에 아라 4라인이 업데이트 되었다.

- 2022년 4월 28일에 루시엘 4라인이 업데이트 되었다.

- 2022년 7월 7일에 레나 4라인이 업데이트 되었다.

- 2022년 8월 18일에 라비 4라인이 업데이트 되었다.

- 2022년 10월 27일에 애드 4라인이 업데이트 되었다.

- 2022년 12월 8일에 엘리시스 4라인이 업데이트 되었다.

- 2023년 1월 5일에 청 4라인이 업데이트 되었다.

- 2023년 2월 2일에 아인 4라인이 업데이트 되었다.

- 2023년 3월 2일에 노아 4라인이 업데이트 되었다.

## 세계관
엘소드 - 게임가이드 - 엘소드소개 - 세계관 페이지 바로가기 보관됨 2018-01-11 - 웨이백 머신
태초에 생명이 없이 '신이 버린 대륙' 또는 '암흑신의 둥지'라 불리던 대륙이 있었다. 시간이 지날수록 죽음의 대지는 점점 커져갔고 사람들은 두려움에 떨었다. 어느 날 하늘에서 생명의 기운을 내뿜는 거대한 보석이 하늘에서 내려와 '죽음의 대륙'의 한복판에 자리 잡게 된다. 그 시점으로 두려움의 대상이 되던 대륙에는 생명이 태어나기 시작하였고, 사람들은 이 대륙에 발을 내딛게 되었다. 그리고 그곳에서 사람들은 찬란한 빛을 내는 거대한 보석을 발견하였다. 사람들은 이 보석을 칭송하여 생명의 기운을 내뿜는 거대한 보석을 '엘', 엘의 가호를 받아 생명이 태어나기 시작한 그 대륙을 가리켜 사람들은 '엘리오스'라 부르기 시작했다.
사람들은 곧 엘리오스 대륙에 정착하여 문명의 꽃을 피우기 시작했다. 모든 자연의 힘은 조화를 이루었으며 사람들은 풍족한 자연을 이용하여 엄청난 문명 발전을 이루어 냈다. 거대한 자연과 생명의 힘에 탐욕과 편의에 눈에 멀어 사람들은 결국 진보한 기계 문명의 산물인 '나소드'를 만들어 내기에 이르렀다. 하지만 그들이 만들어낸 문명의 결과물은 참혹했다. 인간이 만들어낸 나소드들은 자연의 섭리와 올바른 질서에 대해 제대로 알지 못했다. 오로지 인간의 욕심과 편의를 위해 작동했으며 작동을 위해 무한한 엘의 힘을 빨아들였다. 하지만 엘의 힘은 유한했다. 결국, 늘어나는 나소드들에 의해 엘은 생명의 기운을 잃어버리기에 이르렀다. 엘리오스 대륙에는 다시 죽음의 기운이 찾아오기 시작하였다. 그제야 자신들의 잘못을 깨달은 사람들은 보석 엘을 되살리기 위해 안간힘을 쓰기 시작하였다. 그럼에도 불구하고 죽음의 기운은 엘리오스 대륙을 덮쳐왔고 결국, 나소드들은 잠들었고 대륙은 사람들과 그들의 나라, 그리고 문명을 품은 채 바닷속으로 가라앉고 말았다.
모든 것이 동요하고 있을 즈음, 한 명의 여인이 자신의 생명을 바쳐 보석 엘을 되살렸다. 그 여인이 어떤 방식으로 엘의 힘을 살렸는지에 대한 것은 알 수 없으나 그 여인에 의해 엘이 되살아났다는 것만은 알 수 있었다. 재앙에서 살아남은 사람들은 자신들의 어리석음을 뉘우치고 자아를 가진 고등한 나소드들과 다시 문명을 재건했다. 엘의 힘은 전과 같이 강하지 않았지만, 모두의 노력 속에서 대륙은 다시 서서히 생명의 기운을 되찾아 갔다. 안정을 되찾은 후, 사람들은 목숨을 바쳐 보석을 되살린 여인을 “엘의 여인”이라 칭하여 그녀의 업적을 기렸다.
엘의 여인의 의지를 이어받고자 엘의 힘을 공유하는 여인을 뽑아 그녀의 계승자로 만들었다. 그녀들의 일은 엘에게 기도를 하여 세상의 상처를 보살피는 것으로, 그녀들의 곁에는 각각 하나의 힘을 관장하는 여섯 명의 마스터로 엘의 힘이 조율되어 자연과 질서의 에너지로 바뀌었다. 마스터들을 가리켜 사람들은 감사의 표시로 그들을 영웅으로 숭배하였다.
1. 로쏘: 적의 힘 - 불의 기운. 불을 제어한다.
2. 가이아: 녹의 힘 - 땅의 기운. 자연을 키운다.
3. 데니프: 청의 힘 - 물의 기운. 차가운 지성으로 바다와 강을 제어한다.
4. 벤투스: 풍의 힘 - 바람의 기운. 바람을 제어한다.
5. 솔레스: 태양의 힘 - 태양의 기운. 생명을 키운다.
6. 이벨른: 달의 힘 - 달의 기운. 어둠을 제어한다.
7. 빛의 힘 - 탄생과 재생의 힘. (폐기된 설정)
8. 어둠의 힘 - 지옥과 악마의 힘. (폐기된 설정)

엘리오스 대륙에는 3년에 한 번씩 찾아오는 특별한 날이 있었다. 태양과 달이 하나가 되는 날, 하늘이 어두워지고 모든 마스터와 생명체들이 휴식과 안위를 하는 시간, 휴식을 취하며 자연의 기운과 동화해 엘의 기운을 풍요롭게 만드는 날, 모두 이날을 가리켜 '공존의 축제 날'이라고 명했다. 그 날은 모두 공존의 옷을 입고 자연과 하나가 되어 실로 잡소리란 감미로운 노랫소리만 들리는 고요하고도 평화로운 축제의 모습이었다.
엘은 자연의 힘을 되받으며 자연의 힘에 한껏 충만한 모습으로 존재하게 되는데, 실은 이 날이 가장 불안정한 시기이다. 자신이 뿜어낸 자연의 기운을 다시 돌려받으며 순환하는 동안 엘은 스스로 무방비 상태가 되어버린다.
어느 공존의 축제 날, 태양의 힘을 지닌 마스터 솔레스가 엘의 탑을 습격한다. 솔레스는 항상 엘의 여인을 모시고 사는 여인의 존재가 가엾다고 여겼고, 급기야 그녀를 해방해야 한다는 사명감에 빠져 일을 저질렀다. 솔레스는 모든 마스터가 휴식을 취하는 있을 때 어김없이 엘의 기운을 순환시키던 엘의 여인을 데리고 함께 사라져 버린 것이다.
그에 공존의 축제날이 채 끝나기도 전에 솔레스의 추종자, 빛의 기사들과 엘의 탑을 수호하던 수비대와 마스터들 사이에 분쟁이 일어나게 되었다. 분쟁은 끔찍했다. 많은 수비대가 사망했으며, 각 마스터의 추종자들 또한 죽음을 피해갈 수 없었다. 어리석은 자들이 의미 없는 분쟁과 죽음만을 반복하는 사이, 가장 불안정한 시기에 엘의 여인을 잃어버린 엘은 불안정한 기운의 소용돌이가 몰아쳤고 그 기운을 이기지 못한 엘은 엄청난 굉음과 함께 폭발하고 만다. 엘은 수많은 조각으로 나뉘어 온 엘리오스 대륙에 깊게 새겨진다.
엘은 폭발하면서 수많은 크고 작은 조각들로 나뉘어 온 대륙으로 흩어졌다. 황무지 위, 바위틈, 때로는 강 속 깊은 곳이나 혼란한 늪지 덤불 속에 떨어지기도 하였다. 활동하던 모든 나소드들은 멈추었고, 사람들 문명 또한 멈추게 되었다. 결국, 대지는 엘의 조각이 위치하는 곳에서만 숨 쉴 수 있게 되었다. 사람들은 뿔뿔이 흩어져 큰 엘의 조각이 있는 곳으로 몰리게 되었다. 하지만 조각난 엘의 힘이 미치지 못한 곳은 전과 같이 땅이 요동치고 지진이 나듯 갈라졌으며 바다는 솟아올랐다. 엄청난 재난을 반복하던 대륙은 급기야 두 대륙으로 분리되어 버렸다. 두 개로 나뉜 대륙 중 북서쪽의 작은 대륙을 '루렌시아 대륙', 나머지 남동쪽의 큰 대륙을 '플루오네 대륙'이라 불렸다.
공동체는 분열되고 남은 마스터들은 각자 대륙에 흩어진 큰 엘의 조각을 찾아가 희미해진 엘의 기운에 자신이 가진 힘을 모두 쏟아 부어 편중된 힘을 가진 엘로 복원시켰다. 남은 사람들은 각 마스터가 자신을 희생하면서 남긴 각 속성의 힘을 가진 엘 주위에 모여들어 나라를 세우고 예전의 번영을 위해 노력했다. 다만, 엘의 여인의 계승자만은 각 사원에 남아 엘의 여인을 기다렸다.
하지만 시간이 지나면서 부서진 엘의 조각마저 차지하여 엘의 힘을 손에 넣으려는 사악한 사람들 또한 늘어났고, 엘리오스 대륙의 수도였던 벨더왕국은 그런 사악한 사람들로부터 엘의 조각들을 지키고, 엘을 복원하기 위해 엘의 조각을 모으고 엘의 여인을 찾는 엘 수색대를 결성하게 된다. 그리고 왕국에는 서서히 어두운 그림자가 드리우게 된다.

### 루렌시아 대륙
두 개의 대륙으로 분리된 엘리오스 대륙 중 북서쪽에 위치한 비교적 작은 대륙. '예전에 엘과 엘의 탑이 있던 곳을 끼고 있었던 터라 다른 지역보다 다소 비옥하고 풍요로운 환경을 보여준다.' 광활한 녹원땅의 기운을 한껏 머금은 땅의 힘을 가진 땅의 엘이 있기도 한 곳. 루벤 마을부터 벨더 마을까지 루렌시아 대륙에 위치한다.

### 플루오네 대륙
두 개로 분리된 엘리오스 대륙 중 남동쪽에 위치한 대륙. '벨더 근처의 루렌시아 항구를 통해 이동할 수 있는 대륙'을 <플루오네> 대륙이라 불린다.

## 시스템
다운로드 - 자료실 - 시스템 사양 확인 바로가기 페이지 보관됨 2018-01-11 - 웨이백 머신

## 게임 내 콘텐츠
게임 안에 가이드에 존재하는 콘텐츠들에는 크게 '던전', '파티', '대전', '퀘스트', '어둠의 문', '에르다아일랜드', '헤니르의 시공', '영웅던전', '개인거래', '물품검색', '전문직업', '마법의 옷장', '커스텀 캐릭터', '스킬', '특성', '수리', '제조', '강화', '마법석', '속성', '은행', '길드', '소환수', '결혼' 시스템들이 있는데, 그 중 '결혼' 시스템은 '커뮤니티'콘텐츠의 '커플'콘텐츠에 해당되고, '커뮤니티' 콘텐츠들에는 '친구', '길드', '사제', '커플' 이 있다! 2017년 11월 30일에 '포스스킬' 콘텐츠도 추가되었다.
게임 내 콘텐츠의 일부 내용들은 공식 홈페이지 - '게임가이드' - '핵심가이드' 또는 엘소드 게임 내에서는 단축키 'F12' 키를 통해 확인 가능하다.
핵심가이드 :: 엘소드 페이지 바로가기 보관됨 2018-01-10 - 웨이백 머신
아래에 있는 '게임 내 콘텐츠' 내용들은 게임 내 콘텐츠의 일부만 골라 설명을 입력하고, 내용을 추가해 둔 것이다.

#### 장비 아이템 '강화'
1. 강화석과 ED를 소모하여 장비의 능력치를 향상시킨다.
2. 강화를 지원하는 각 마을의 무기, 방어구 상점에서 가능하다.
3. 향상되는 능력치는 물리공격력, 물리방어력, 마법공격력, 마법방어력과 같은 기본 능력치이다.
4. 무기는 무기 강화석, 방어구는 방어구 강화석이 필요했었다.
5. 장비의 레벨에 따라 요구되는 무기 강화석, 방어구 강화석의 등급이 달랐다. 축복받은 무기 강화석, 축복받은 방어구 강화석을 사용할 시 장비 레벨에 관계없이 강화할 수 있었다.
6. 2016년 7월 14일 강화시스템 개편을 통해서 무기와 방어구 강화석은 드랍되지 않지만 보유하고 있을 경우 사용은 가능하며, '축복받은 강화석' 아이템으로 종류, 등급 상관없이 강화가 가능하게 되었다.
7. 강화에 따른 능력의 증가폭은 아이템의 기본 성능을 바탕으로 계산된다. (기본 성능이 높을수록 증가폭이 크다.)
8. 전문직업인 대장장이면 '고급 강화'를 할 수 있다. (단, 강화 단계에 따라 '미스릴 원석', '미스릴 조각', '미스릴 결정'아이템이 필요하다.)

- 0~5 : 미스릴 원석
- 6~8 : 미스릴 조각
- 9 이상 : 미스릴 결정

| +1   | +2   | +3   | +4   | +5   | +6   | +7   | +8   | +9   | +10  | +11  | +12  |
| ---- | ---- | ---- | ---- | ---- | ---- | ---- | ---- | ---- | ---- | ---- | ---- |
| 103% | 106% | 109% | 116% | 123% | 130% | 145% | 160% | 175% | 215% | 255% | 295% |
| +3%  | +3%  | +3%  | +7%  | +7%  | +7%  | +15% | +15% | +15% | +40% | +40% | +40% |

- 장비 아이템만 강화가 가능하며, 강화수치 +8 이상 아이템의 강화 실패시 강화수치가 초기화되거나 아이템 장비 착용 불가 상태가 될 수 있다.
- 단, 장비 아이템 중에서도 '대련용 장비'와 '엘티어 조각' 아이템은 대장장이를 통한 강화가 불가능 하다.
- 대련용 장비들은 대전 관련 NPC를 통해 업그레이드 할 수 있다. 단, 업그레이드 시 요구되는 일정 개수의 아이템이 있어야된다.
- 캐시 아이템을 이용하면 강화 수치 하락, 강화 수치 초기화, 장비 파괴 방지가 가능하고, 강화 실패로 파괴된 아이템을 복구할 수 있다.
- 강화 수치가 높은 아이템일수록 마법석을 이용한 '마법석 인첸트'기능을 사용할 시에 높은 능력치를 가질 확률이 높다.

### '속성'
1. 엘의 조각과 ED를 소모하여 장비에 특정 효력을 부여한다.
2. 각 마을에 있는 연금술사 NPC의 '속성' 탭에서 가능하다.
3. 엘의 조각(불명)을 사용하여 임의의 속성을 부여할 수 있다.
4. 엘 속성 판별기를 사용하여 엘의 조각(불명)을 랜덤한 6개의 속성중 하나의 조각으로 만들 수 있다.
5. 판별기를 통해 만들어진 6개의 속성은 레드 - 블레이즈(불), 그린 - 포이즌(자연), 블루 - 프로즌(물), 윈드 - 피어싱(바람), 라이트 - 쇼크(빛), 다크 - 스내치(어둠)으로 나뉜다.
6. 무기 장비에 속성을 부여하면 해당 속성의 효과를 지니게 되고, 방어구 장비에 부여하면 속성 저항력을 높여주게 되어있다.
7. 기본적으로 일반, 레어 등급의 장비에 세 차례 속성을 부여할 수 있고, 엘리트, 유니크 등급의 장비에는 네 차례 속성을 부여할 수 있다.
8. 단, 불 속성, 자연 속성, 물 속성끼리는 한 장비에 두 종류 이상을 속성을 할 수 없으며, 바람 속성, 빛 속성, 어둠 속성끼리 또한 한 장비에 두 종류 이상의 속성을 부여할 수 없다. 예를 들어, 한 개의 장비에 불 속성과 바람 속성을 부여해 두 가지 종류의 속성이 부여될 수는 있지만, 불 속성과 물 속성을 부여할 수 없다.
9. 같은 속성을 한 차례 부여하면 ' ', 두 차례 부여하면 '더블', 같은 속성을 세 차례 부여하면 '트리플', 같은 속성을 네 차례 부여하면 '쿼드라 마스터'라 불린다. 예를 들어, 불 속성을 한 차례 부여하면, 해당 장비의 속성은 '블레이즈'고, 두 차례 부여하면, 해당 장비의 속성은 '더블 블레이즈'고, 불 속성을 세 차례 부여하면, 해당 장비의 속성은 '트리플 블레이즈'고, 불 속성을 네 차례 부여하면, 해당 장비의 속성은 '쿼드라 마스터 블레이즈'다.
10. 속성을 부여하고, 속성이 부여된 장비를 장착하면 해당 속성과 관련된 속성 이펙트가 나타난다.
11. 불, 자연, 물 속성은 일반, 레어 등급의 장비에 동일한 속성을 세 차례 부여해, 트리플 속성을 지니든지, 엘리트, 유니크 등급의 장비에 동일한 속성을 네 차례 부여해, 쿼드라 마스터 속성을 지니면 공격할 때 추가 이펙트를 확인 할 수 있다.
12. 속성이 부여된 무기 장비를 사용해 상대방을 공격되면 일정 확률로 속성 피해를 줄 수 있으며, 속성 피해는 3 단계로 분류되어 있어, 최대 3 중첩으로 속성 피해를 줄 수 있다.
13. ' ', '더블', '트리플', '쿼드라 마스터' 속성 단계에 따라 속성 발동 확률과 속성 피해의 능력치도 달라진다.

### '대전'
캐릭터 레벨이 75 레벨 이상이면 루벤 마을을 제외한 마을 내에 위치한 대전 시스템 담당 NPC인 '카밀라'NPC를 통해 '공식 대전', '연습 대전', '자유 훈련', '상점', '제조', '교환', '업그레이드'를 이용 가능하다.
공식 대전에는 크게 매치, 데스매치, 위너매치 모드가 존재하고, 연습 대전에는 크게 팀매치, 팀데스매치, 서바이벌, 위너매치, 난투전모드가 존재한다.
연습 대전은 대련장으로 '아무나 입장 가능'한 연습채널과 '승/패와 보상이 적용되지 않는' 자유채널과 온라인 결선의 대회가 이루어질 때 사용가능한 대회채널로 채널이 분류된다.
사실상 연습채널과 자유채널 모두 '아무나 입장 가능'하고, '승/패와 보상이 적용되지 않는' 채널로 두 채널의 차이점은 '연습채널에서는 킬수와 시간이 설정되지 않습니다.'이다.

### '포스 스킬'
포스 스킬 시스템은 2017년 11월 30일에 1 라인 캐릭터 3 차 전직이 추가되면서 같이 추가된 시스템이다. http://elsword.nexon.com/notice/121066/%5B깨진+링크(과거+내용+찾기)%5D
'
※ 포스 스킬이란?
- 3차 전직을 달성한 캐릭터의 전용 스킬로, 던전 플레이를 통해 아이템 형태로 획득할 수 있습니다.
포스 스킬은 아래와 같이 총 3가지의 형태로 나뉘어 있습니다.
1. 패시브 : 플레이 시 발동 조건에 따라 자동으로 사용되는 스킬
2. 액티브 : 일반 스킬 슬롯에 등록하여 사용하는 스킬
3. 체인지 : 기존의 초월 전직까지 배웠던 스킬을 다른 형태로 바꾸는 스킬

(포스를 활성화한 다음, 기존 스킬을 사용하면 스킬의 형태가 변경됩니다)
| 종류   | 스킬 수          | 아이템 등급 분류                                   | 3차 전직 시 지급                            |  |
| ------ | ---------------- | -------------------------------------------------- | ------------------------------------------- |  |
| 패시브 | 5종              | 4종 : 레어, 엘리트, 유니크 등급, 1종 : 레전드 등급 | 전직 시 레어 등급 포스 스킬 아이템 1개 지급 |  |
| 액티브 | 6종              | 5종 : 레어, 엘리트, 유니크 등급, 1종 : 레전드 등급 | 전직 시 레어 등급 포스 스킬 아이템 2개 지급 |  |
| 체인지 | 36종(전직별 3종) | 36종 : 일반 등급                                   | 전직 시 일반 등급 포스 스킬 아이템 3개 지급 |  |

 '
- 참고{http://elsword.nexon.com/notice/121066/}%5B깨진+링크(과거+내용+찾기)%5D

## 게임 방식
기본 키보드 설정을 기준으로 키보드 화살표 키로 캐릭터를 좌, 우, 상, 하 로 이동하고, 왼쪽 Ctrl 키를 통해 각성을 하고, Z키를 통해 약 공격, X키를 통해 강 공격을 하고, ASDFGQWERT키를 통해 스킬을 사용한다. 3 차 전직을 한 경우에는 스페이스바를 통해 기본 스킬 슬롯을 포스/체인지 스킬 슬롯으로 변경이 가능하다. 게임에 접속해서 캐릭터를 생성하면 자동으로 튜토리얼이 진행되어 게임 방법을 익힐 수 있다.

## SPECIAL 던전 종류와 비밀 던전

### 헤니르의 시공
1. 헤니르의 시공은 일반모드와 도전모드로 나뉜다.

1. 헤니르의 시공 던전의 일반 모드와 도전 모드의 차이점에는 랭킹 등록의 차이다. 일반은 랭킹등록에 등록되지 않는 반면 쉬운난이도로 20단계를 이루고 있고,도전 난이도는 6단계를 이루고 있으며 클리어기록이 랭킹에 남는다.

1. 헤니르의 시공 던전을 하면서 얻은 재료 보상과 관련 일일 퀘스트를 통해 얻은 재료 보상은 페이타,엘리아노드 지역에 있는'글레이브' NPC를 통해 사용 가능하다.

### 거대 보스 레이드 → '뒤틀린 시공 -파르만의 봉우리'
2015년 업데이트 이후 "강철의 엘트리온" 과 "어둠의 관찰자 드라바키"를 제거, 특정 시간마다 화명 상단 중앙에서 입장 가능한 "탐욕의 페르키사스" 로 변경되었다. 플레이 도중에 고대의 강철 광석, 고대의 수호 광석, 축복받은 시공간의 주문서 등을 획득 가능하며 20초짜리 특정 패시브를 획득할 수도 있다. 보스는 시간이 다 되면 사라져 그동안 준 데미지에 따른 점수를 받는다. 1만 데미지당 포인트 1을 부여, 개인 랭킹과 길드 랭킹으로 하여 서버 통합으로 1~1000위까지의 점수를 확인 할 수 있었고 일정 기간 이후 레이드 무기를 만들 수 있는 "페르키사스의 뿔조각" 을 랭크별로 차등 부여. 부가효과에 물리·마법 공격력 레벨 3,6,9(각각 엘리트, 유니크, 레전드) 상승이었다. '고대의 강철 광석', '고대의 수호 광석'으로는 '고대의 강철 쐐기'아이템과 '고대의 수호 쐐기'아이템을 제작할 수 있으며, 이 아이템들은 각각 헤니르 시공 장비의 무기와 방어구 소켓을 1칸씩 늘려주는 아이템이다.
이후 2018년도 1월 11일에 다시 거대 보스가 업그레이드 되어 업데이트되었다. 2018년 1월 11일에 업데이트된 SPECIAL 던전 이름은 '뒤틀린 시공 - 파르만의 봉우리'고, 거대 보스의 이름은 '[[헤니르에 물든 거대 보스
드라바키]]'다. 해당 던전에서 획득 가능한 보상 아이템들에는 유니크 '드라바키의 날개' 아이템, 신규 칭호 '이룡의 살해자', '이룡의 피에 취하다', '뒤틀린 시공의 찬탈자'종, 신규 레전드 포스 '포스 - 포그 오브 데스' 아이템 등이 있다.

### 에르다 점령전
벨더팀과 하멜팀으로 나눠 전투를 하는 던전.
공식 대전과 유사하게 점령전에도 랭크시스템이 존재한다.

### 영웅던전
일반 난이도와 헬 난이도가 통합 되어 기존의 헬 난이도 보다 난이도가 쉬워졌다

### 에르다 점령전
벨더팀과 하멜팀으로 나눠 전투를 하는 던전.
공식 대전과 유사하게 점령전에도 랭크시스템이 존재한다.

### 영웅던전
일반 난이도와 헬 난이도가 통합 되어 기존의 헬 난이도 보다 난이도가 쉬워졌다

### 사념이 깃든 공간
대전과 던전이 융합된 'SPECIAL'던전이라고 할 수 있는 던전으로, AI캐릭터와 1 : 1로 결투하는 던전이다. 제 1 공간부터 제 30 공간까지 있다. 각 공간에서 승리하면 관련 보상이 주어지고, 받은 보상을 일정 개수 모으면 '페이타 마을'의 파네NPC를 통해 제조, 교환이 가능하다. '사념이 깃든 공간' 던전의 장점은 추가적으로 대전하는 방법을 배울 수 있다는 것이다. '부활석' 아이템은 사용이 가능하지만, 소비 아이템은 사용이 불가능 하다. 대전과 흡사하지만, 던전으로 분류되기 때문에 던전 스텟과 던전 전용 효과가 적용되고, 영약 등의 던전 전용 버프가 적용 가능 하다.

### 오싹오싹 공동묘지
할로윈 날을 맞이하면서 등장한 SPECIAL던전이다.관련 티켓이 있어야 던전에 입장할 수 있다.

## 참여한 성우
대한민국:정유미, 이지영 ,정미숙, 박성태, 우정신, 양정화, 여민정, 윤여진, 정재헌, 김현지, 김영선, 이용신, 김승준, 장예나, 이새아, 김연우
일본: 스즈무라 켄이치, 쿠기미야 리에, 호리에 유이, 미야노 마모루, 노토 마미코, 사와시로 미유키, 사토 사토미, 이노우에 마리나, 키무라 료헤이, 이구치 유카, 스기야마 노리아키, 코시미즈 아미, 스다 카츠야, 타케우치 슌스케, 카토 에미리, 호리에 슌

## 플레이 가능 캐릭터
- 엘소드
- 아이샤
- 레나
- 레이븐
- 이브
- 청
- 아라한
- 엘리시스
- 애드
- 루시엘
- 로제
- 아인
- 라비
- 노아
- 리티아

## 등장인물

### 루벤
- 하거스
- 로우
- 앤

### 엘더
- 호프만
- 렌파드
- 에코
- 루이첼
- 월리 영주

### 베스마
- 스텔라
- 차차부크
- 리치앙
- 토마

### 알테라
- 아델
- 아모스
- 아가타
- 아이다

### 페이타
- 렌토
- 알레그로
- 파네

### 벨더
- 바네사
- 노엘
- 그레일
- 한나
- 프라우스

### 하멜
- 페넨시오
- 호레이쇼
- 덴카
- 루시
- 데이지
- 로드로스

### 샌더
- 에미리트
- 다파르
- 바포르
- 로즈앙
- 전투추장 베이가

### 라녹스
- 에델 & 세바스찬
- 스테엘
- 불의 신녀 이그니아
- 페소프
- 엠버 료타

## 엘 수색대
엘소드 크림슨 지크하트(Elsword Crimson Sieghart) 성우 - 정유미 / 스즈무라 켄이치.
엘소드의 주인공 엘 수색대의 최연소 기사로서, 열정적이고 자존심이 강하다. 붉은 기사단의 단장인 누나와 대련을 하며 자랐다. 엘소드가 어느 정도 자란 뒤 누나는 더 큰일을 하고자 엘소드 곁을 떠난다. 누나에게 아직 자기 실력을 인정받지 못한 엘소드는 엘 수색대에 들어가, 누나에게 인정받는 엘 수색대의 대장이 되기 위해 노력하고 있다. (엘소드의 누나: 그랜드체이스의 엘리시스 현 설정변경)
고유 시스템
검의 길
1차 전직
소드 나이트 / 1 라인
쉬운 콤보로 쉴 새 없이 공격하는 검술을 사용하는 클래스.
매직 나이트 / 2 라인
검술과 함께 파이어볼을 사용하여 적을 견제 및 공격하며 싸우는 클래스.
시스 나이트 / 3 라인
콘웰을 사용해 양손으로 빠르게 적을 쓰러뜨리는 클래스.
루트 나이트 / 4 라인
2차 전직
로드 나이트 / 1 라인
소드 나이트의 2차 전직. 필살기에 의존하지 않고, 기본 콤보만으로도 지속적으로 강력한 물리 데미지를 입히는 클래스.
룬 슬레이어 / 2 라인
매직 나이트의 2차 전직. 전용기술인 룬을 이용하여 다채로운 전투를 펼치는 클래스.
인피니티 소드 / 3 라인
시스 나이트의 2차 전직. 콘웰에 다크 엘의 힘을 주입하여 더 많은 검을 소환하는 클래스.
세크리드 템플러 / 4 라인
3차 전직
나이트 엠퍼러 / 1 라인
엘소드 1 라인의 3 차 전직.
룬마스터 / 2 라인
엘소드 2 라인의 3 차 전직. 더욱더 다양하고 새로운 룬을 이용하여 전투를 펼치는 최종 클래스.
임모탈 / 3 라인
엘소드 3 라인의 3 차 전직.
제네시스 / 4 라인
엘소드 4 라인의 3 차 전직.
아이샤 바이올렛 렌다르(Aisha Violet Landar) 성우 - 이지영(게임), 정혜원(애니) / 쿠기미야 리에.
엘소드의 히로인 12세에 대마법사의 칭호를 얻은, 발랄하고 순수한 성격의 마법 소녀. 현자인 할아버지와 함께 유랑생활을 하면서 여러 가지 마법을 익혔다. 그런 탓에 어린 나이에 마법을 연구하거나 고대 문서를 읽을 수 있을 정도로 똑똑하지만, 세상 물정은 잘 모른다. 어느 날, 고대의 마법 물품을 조사 및 발굴하던 중에 저주에 걸려 있던 반지에 의해 쌓아왔던 마력을 모두 흡수당해 버린다. 그리고 할아버지의 도움으로 흡수당한 자신의 마력이 누군가에 의해 반지를 통하여 어디론가 전송당한 것을 알게 된 아이샤는, 마력을 되찾기 위해 기나긴 여정에 첫 발을 내딛는다.
고유 시스템
메모라이즈
1차 전직
하이 매지션 / 1 라인
파이어볼을 능숙하게 사용하여 파이어볼을 이용한 연속 공격과 순수한 마력이 강화된 클래스.
다크 매지션 / 2 라인
마력을 사용한 연타 공격과 다크 파이어볼을 사용하는 클래스.
배틀 매지션 / 3 라인
순수한 마법의 힘을 이용하여 접근전에서 만큼은 강한 연모 클래스.
위즈 매지션 / 4 라인
2차 전직
엘리멘탈 마스터 / 1 라인
하이 매지션의 2차 전직. 원소를 다루고 순수한 마법과 특화된 원거리 클래스. 템귀가 아닌 이상 하이퍼 액티브가 데미지가 너무 약해 유저들은 언제나 징징거린다.
보이드 프린세스 / 2 라인
다크 매지션의 2차 전직. 흑마법, 마계의 신 앙고르의 힘을 바탕으로 파괴적인 마법을 시전하는 클래스. 보프의 하이퍼 액티브는 순간 빨아들이는 힘이 강력하고 맵쓸이가 잘되어 인기가 많다
디멘션 위치 / 3 라인
배틀 매지션의 2차 전직. 공간 왜곡과 체술을 이용하는 근거리 클래스.
미스틱 알케미스트 / 4 라인
3차 전직
에테르 세이지 / 1 라인
아이샤 1 라인의 3 차 전직.
오즈 소서러 / 2 라인
아이샤 2 라인의 3 차 전직.
메타모르피 / 3 라인
아이샤 3 라인의 3 차 전직.
로드 아조트 / 4 라인
아이샤 4 라인의 3 차 전직.
레나 포레스트 에린델(Rena Forest Erindell) 성우 - 정미숙 / 호리에 유이.
엘소드의 진히로인 정령계에서 평화로운 나날을 보내던 엘프소녀. 침착하고 냉철한 판단력을 갖고 있다. 어느 날, 레나는 정령의 소리를 듣지 못하게 되었고, 그 원인이 인간계와 정령계를 이어주는 엘의 힘이 약해진 데에 있다는 사실을 알게 된다. 그것은 인간계와 정령계의 단절, 그리고 인간계에 있는 정령인 요정들과 자신의 존재가 소멸할 수 있음을 의미했다. 레나는 그러한 사태를 막기 위해 엘의 나무에 있는 엘로부터 공명을 느끼고 엘의 나무로 달려간다.
고유 시스템
자연의 기운
1차 전직
컴뱃 레인저 / 1 라인
발차기를 사용하는 체술이 강화되어 중, 근거리를 커버하는 물리 공격이 늘어나는 클래스.
스나이핑 레인저 /2 라인
활을 사용한 공격이 강화되어 보다 많은 화살을 다양한 위치에서 발사하는 클래스.
트래핑 레인저 / 3 라인
방향전환 커맨드와 덫을 활용해 적들을 몰아넣고 강한 데미지를 주는 클래스.
포에틱 레인저 / 4 라인
2차 전직
윈드 스니커 / 1 라인
컴뱃 레인저의 2차전직. 원거리와 근거리를 넘나들며 자신의 간격을 유지하며 항상 우위를 차지하는 클래스.
그랜드 아처 / 2 라인
스나이핑 레인저의 2차 전직. 원거리에서 공격을 시작해 원거리에서 결정 낼 수 있는 클래스.
나이트 와처 / 3 라인
트래핑 레인저의 2차 전직. 덫을 좀 더 발전시킨 함정의 화살로 싸우는 클래스.
테일 스피너 / 4 라인
3차 전직
아네모스 / 1 라인
레나 1 라인의 3 차 전직.
데이브레이커 / 2 라인
레나 2 라인의 3 차 전직.
트와일라잇 / 3 라인
레나 3 라인의 3 차 전직.
프로피티스 / 4 라인
레나 4 라인의 3 차 전직.
레이븐 머큐리 크론웰(Raven Mercury Cronwell) 성우 - 박성태 / 미야노 마모루.
벨더 왕국 출신의 옛 용병으로 말 수가 적고 쿨하고 시크남. 용병으로서 활동하던 시절에는 평민의 신분에서 용병기사단장의 지위에 올랐었지만, 그를 시기한 귀족들의 음모로 몸의 반쪽을 잃고 같이 도망치던 약혼녀까지 잃었다. 레이븐은 홀로 간신히 도망칠 수 있었으나 이미 기력이 다해 그저 죽음만을 기다리게 되었다. 그는 숲속에서 킹 나소드의 사자에게 발견되어 목숨을 건졌으나, 나소드의 실험체가 되어 한 쪽 팔이 나소드 핸드로 개조된다. 이후 그는 인간을 증오하고 킹 나소드에게 충성을 바치며 벨더 왕국을 멸망시키기 위해 사람들을 죽이기 시작한다. 그러던 중, 엘소드 일행을 만나게 되면서 인간적인 마음을 되찾고 과거의 업보를 딛는다. 레이븐은 자신에 의해 찾아온 세계의 혼란을 청산하기 위해 엘소드 일행과 함께 엘의 힘을 찾는 여정에 나선다.
고유 시스템
나소드 코어 및 분노
1차 전직
소드 테이커 / 1 라인
레이븐의 기존 검술을 더욱 발전시켜 적들을 빠르게 제압하는 전직
오버 테이커 / 2 라인
나소드 핸드를 강화하여 묵직한 스킬들로 적을 제압하는 전집
웨폰 테이커 / 3 라인
시크한 과열 시스템이 추가된, 무기 그 자체로서 나소드 핸드를 이용하는 클래스.
베놈 테이커 / 4 라인
2차 전직
블레이드 마스터 / 1 라인
소드 테이커의 2차 전직. 빠른 보법과 함께 화려한 검을 구사하는 클래스.
레크리스 피스트 / 2 라인
오버 테이커의 2차 전직. 무모하고 난폭해 보이지만 자신의 신념과 그것을 이루어낼 힘을 가진 클래스.
베테랑 커멘더 / 3 라인
웨폰 테이커의 2차 전직. 오버히트의 강화형으로 더욱 더 강한 데미지를 뽑아낼수 있는 클래스.
뮤턴트 리퍼 / 4 라인
3차 전직
퓨리어스 블레이드 / 1 라인
레이븐 1 라인의 3 차 전직.
레이지 하츠 / 2 라인
레이븐 2 라인의 3 차 전직.
노바 임퍼레이터 / 3 라인
베테랑 커멘더의 3차 전직. 오버히트로 인한 자신의 피해를 줄이고 한층 더 강한 데미지를 뽑아낼수 있는 최종 클래스.
레버넌트 / 4 라인
레이븐 4 라인의 3 차 전직.
이브(Eve) 성우 - 우정신 / 노토 마미코.
최상위급의 나소드로서 인간과 나소드가 공존하던 시대 '나소드들의 작은 여왕/공주'이라 불렸다. 시니컬한 포커페이스. 엘의 힘이 약해지면서 나소드 문명이 멸망하자, 엘의 힘이 생겨나기를 기다리며 보존 장치에서 동면 상태로 들어간다. 오랜 시간이 지나고 엘의 힘이 다시 느껴지자 깨어난 이브는 나소드 코어를 수리하고 나소드의 재생산을 위해 잠에 재차 빠져들었다. 하지만 엘소드에 의해 나소드 코어가 모두 부서진다. 이브는 나소드의 재건을 이루려던 자신의 꿈이 허무로 돌아가게 되었지만, 엘의 힘이 있으면 이룰 수 있다는 희망과 난생 처음으로 친구가 되어주겠다고 말한 엘소드를 떠올리고 일행의 뒤를 쫓아 여행에 나선다.
고유 시스템
코어 개방 시스템
1차 전직
코드 엑조틱 / 1 라인
다량의 기어들과 무기들을 이용하여 적을 공격하고 파괴하는 클래스.
코드 아키텍처 / 2 라인
나소드 가디언 오베론의 서포트를 받는 클래스.
코드 일렉트라 / 3 라인
순수한 빛의 계열로 빔을 이용하여 파괴하는 클래스.
코드 언노운 / 4 라인
2차 전직
코드 네메시스 / 1 라인
코드: 엑조틱의 2차 전직. 다양한 무기를 소환하고, 인챈트를 통해서 상대를 압도하는 클래스.
코드 엠프레스 / 2 라인
코드: 아키텍처의 2차 전직. 더욱 늘어난 나소드 소환수 오필리아의 보좌를 받으며 상대의 움직임을 제약시키는 클래스.
코드 배틀 세라프 / 3 라인
코드: 일렉트라의 2차 전직. 빛의 코드를 1단계 추가시킨 추적 코드의 클래스.
코드 페일리스 / 4 라인
코드: 언노운의 2차 전직.
3차 전직
코드 - 얼티메이트 / 1 라인
이브 1 라인의 3차 전직.
코드 - 에센시아 / 2 라인
이브 2 라인의 3차 전직.
코드 - 사리엘 / 3 라인
이브 3 라인의 3차 전직.
코드 - 안티테제 / 4 라인
이브 4 라인의 3차 전직.
청 프린스 세이커(Chung Prince Seiker) 성우 - 양정화 / 사와시로 미유키.
본명은 프린스 세이커 세나스 공국의 수도 하멜의 13세의 어린 캐너니어(대포 사격자), 수도를 지키는 세이커 가문의 후계자로 곱상한 외모와 쿨한 성격을 가진 소년이지만, 엘의 조각에서 비롯된 수호석에 만들어진 프라이터니어(갑주)와 디스트로이어(철포)를 입고 전투를 할 시에는 파괴적인 성향을 보인다. 디스트로이어 이외에도 캐논볼을 쓴다. 자신이 강해질 때까지 절대 본명을 사용하지 않겠다고 맹세한다. 어렸을 때 디스트로이어와 갑주를 지녔기 때문에 실질적으로 전혀 무겁지 않다고 엘소드 매거진에 나와있다.
고유 시스템
캐논볼 시스템 및 광폭화
1차 전직
퓨리 가디언 1 라인
디스트로이어(철포)와 프라이터니어(갑주)의 공격력과 방어력을 더욱 증가시킨 클래스.
슈팅 가디언 / 2 라인
새로운 무기 실버슈터를 특수소환하여 빠르고 신속하게 적을 물리치는 클래스
쉘링 가디언 / 3 라인
캐논볼을 다양한 방식으로 활용하여 원거리, 근거리 적을 물리치는 클래스.
코르 가디언 / 4 라인
2차 전직
아이언 팔라딘 / 1 라인
퓨리 가디언의 2차 전직. 디스트로이어와 프라이터니어를 더욱 더 강화시킨 클래스.
데들리 체이서 / 2 라인
슈팅 가디언의 2차 전직. 두자루의 실버슈터를 이용하여 디스트로이어가 아닌 실버슈터를 이용한 다양한 기술들로 적을 제압하는 클래스
택티컬 트루퍼 / 3 라인
쉘링 가디언의 2차 전직. 캐논볼을 전부 강화하게 만들어 스킬중에도 사용할 수 있는 클래스.
디바인 파네스 / 4 라인
코르 가디언의 2차 전직.
3차 전직
코멧 크루세이더 / 1 라인
청 1 라인의 3차 전직.
페이탈 팬텀 / 2 라인
데들리 체이서의 3차 전직 실버슈터를 팬텀슈터로 개조하여 더욱 더 강력한 화력과 정확성있는 스킬들로 전장을 휘집는 최종 클래스
센츄리온 / 3 라인
청 3 라인의 3차 전직.
디우스 아에르 / 4 라인
청 4 라인의 3차 전직.
아라 한(Ara Hann) 성우 - 여민정 / 사토 사토미.
플루오네 대륙 북부 제국의 무인집안인 '한' 가문의 자제. 어느 날 본국의 수도 수비대장으로 있던 친 오빠 아렌이 침략한 마족의 다크엘에 의해 마족화되어 버리고, '란'이라는 이름으로 마을로 돌아와 '달의 엘'을 거둬가며 마을과 가족을 해치게 된다. 마을의 몰락과 함께 '영수를 지키는 무인집안'이라는 가문의 실체를 알게 되고 우연히 신령스러운 여우를 봉인해 둔 제단에서 봉인된 구미호 '은'을 만나 그녀의 혼을 일부 해방시키게 된다. 하지만 강한 주술이 담긴 비녀에 갇혀 육체를 현실화하지 못하는 상황. 구미호는 자신의 봉인을 완전히 풀기 위한 강한 엘의 힘을 찾고자 소녀에게 힘을 빌려줄 것을 약속하고 아라 자신은 친 오빠를 원래의 모습으로 돌리고자 함께 여행을 시작한다.
예의 바르고 차분, 순수한 성격으로, 항상 옳은 길을 찾기 위해 무엇이든 열심히 하려 애쓴다. 창의 긴 사거리를 이용하여 범위 넓은 근접 공격을 하며, 허공을 밟거나 기력을 이용하는 화려한 무술이 특징이다.
고유 시스템
기력 시스템 및 호선경
1차 전직
소선 / 1 라인
창과 단련된 신체를 활용한 무술에 특화된 클래스.
소요 / 3 라인
귀살식 그림자와 은의 힘을 활용한 무술에 특화된 클래스.
소마 / 2 라인
기공을 활용한 화려한 무술을 사용하는 클래스.
소제 / 4 라인
2차 전직
제천 / 1 라인
소선의 2차 전직. 화려한 몸놀림과 강력한 무술로 상대를 제압하는 클래스.
수라 / 3 라인
소요의 2차 전직. 천년여우 은의 힘을 극대화하여 무술에 접목시킨 클래스.
명왕 / 2 라인
소마의 2차 전직. 기탄을 이용한 신비로운 공격으로 상대를 제압하는 클래스.
양염 / 4 라인
소제의 2차 전직.
3차 전직
비천 / 1 라인
아라 1 라인의 3차 전직.
범황 / 2 라인
아라 2 라인의 3차 전직.
대라 / 3 라인
아라 3 라인의 3차 전직.
일천 / 4 라인
아라 4 라인의 3차 전직.
엘리시스 스칼렛 지크하트(Elesis Scarlet Sieghart) 성우 - 윤여진 / 이노우에 마리나.
그랜드체이스의前리더이며엘소드의 누나이자 벨더의 기사로, 중검을 사용하며 강력한 공격을 펼친다.
고유 시스템
검의 길(기사도)
1차 전직
세이버 나이트 / 1 라인
중검을 이용한 검술을 특화시켜 사용하는 클래스.
다크 나이트 / 3 라인
어둠의 힘을 검술에 접목시켜 파상적인 공격을 펼치는 클래스.
파이로 나이트 / 2 라인
중검과 화염 공격을 사용하는 클래스.
소어 나이트 / 4 라인
2차 전직
그랜드 마스터 / 1 라인
세이버 나이트의 2차 전직. 기사단의 단장을 맡고있으며, 묵직하고 예리한 공격으로 상대를 베어넘기는 클래스.
크림슨 어벤져 / 3 라인
다크 나이트의 2차 전직. 어둠의 힘을 극한으로 사용한 클래스.
블레이징 하트 / 2 라인
파이로 나이트의 2차 전직. 상향된 화염의 힘과 파이어볼을 사용하는데 특화된 클래스.
파트로나 / 4 라인
소어 나이트의 2차 전직.
3차 전직
엠파이어 소드 / 1 라인
엘리시스 1 라인의 3차 전직.
플레임 로드 / 2 라인
엘리시스 2 라인의 3차 전직.
블러디 퀸 / 3 라인
엘리시스 3 라인의 3차 전직.
아드레스티아 / 4 라인
엘리시스 4 라인의 3차 전직.
애드, 에드워드 드미트리 그레노어(Add, Addward Dmitri Grenore)성우 - 정재헌 / 키무라 료헤이.
나소드 연구 가문의 계승자. 더 인간 같은 나소드를 연구하고자 금기를 깨려 하다 발각되어 가문이 멸문 당하고 애드는 고난을 겪는다. 도망치던 도중에 애드는 시공간의 틈으로 떨어지게 되고 그곳에서 고대 나소드에 대한 지식을 쌓아간다. 애드는 더 강한 힘과 과거로 돌아갈 방법을 갈구하게 되고 엘더 마을의 영주 월리 경과 어떠한 계약을 맺음으로 나소드에 대한 연구를 계속하다가 이브를 발견하고 계약을 파기, 이브를 쫓아 엘 수색대에 들어오게 된다.
자신이 손수 만든 여섯 개의 다이너모를 이용한 유연하고 파괴적인 공격 스타일을 보인다. 다이너모를 밟아 공중에서 앞으로 치고 나가거나, 공중에 떠 있는 등 뛰어난 기동성도 보여준다.
고유 시스템
DP 시스템
DP(Dynamo Point)는 마나게이지의 바로 밑에 400의 수치로 나타나는데 각성(cuntrol)을 사용시 DP의 게이지가 약간 소모 되며 좌측 상단에 각성 게이지가 아닌 보라색 구슬들이 한개씩 만들어진다 이것을 DP라고 부르며 각성 후 스킬을 사용할 때 DP를 소모하며 스킬을 한 층 강화된 상태로 사용하게 된다.일정 시간이 지나면 각성이 해제되는 타 캐릭터들과 달리 시간 제한이 없으며 컨트롤 버튼만 누르면 각성이 해제된다.
1차 전직
사이킥 트레이서 / 1 라인
나소드 아머 콤보를 강하게 구사하는 클래스.
타임 트레이서 / 3 라인
속박, 구속, 시간제어로 현란한 전투를 펼치는 클래스.
아크 트레이서 / 2 라인
다이너모 팩토리를 사용하는 클래스.
어팩트 트레이서 / 4 라인
2차 전직
루나틱 사이커 / 1 라인
사이킥 트레이서의 2차 전직. 나소드 아머를 강화시켜 더욱 화려한 기술을 구사하는 클래스.
디아볼릭 에스퍼 / 3 라인
타임 트레이서의 2차 전직. 각종 디버프와 혼란 및 공간까지 제어가능한 클래스.
마스터 마인드 / 2 라인
아크 트레이서의 2차 전직. 다이너모 팩토리 스킬과 다이너모 구성계열 스킬들을 보다 강화해 리드미컬한 공격을 펼치는 클래스.
디셈블러 / 4 라인
어팩트 트레이서의 2차 전직.
3차 전직
둠 브링어 / 1 라인
루나틱 사이커의 3차 전직. 더더욱 강화된 나소드 아머를 이용한 압도적인 힘으로 전장을 휘집는 최종 클래스.
도미네이터 / 2 라인
마스터 마인드의 3차 전직. 다이너모 팩토리를 한층 더 강화시켜 자신만의 전장을 만드는 최종 클래스.
매드 패러독스 / 3 라인
디아볼릭 애스퍼의 3차 전직. 각종 디버프,순간이동 등으로 적을 자유자재로 다루는 최종 클래스.
오버마인드 / 4 라인
어팩트 트레이서의 3차 전직.
루/시엘: 루(루시엘라 리노 사워크림, Luciela "Lu" Rino Sourcream) 성우 - 김현지 / 이구치 유카, 시엘(Ciel, 시저 알레그로 오라이온, Caesar Allegro Orion) 성우 - 김영선 / 스기야마 노리아키.
'루'는 마족을 지배하던 군주들 중 하나로, 측근의 배신으로 인해 지위와 마력, 생명 모든것을 잃게 될 봉인 직전에 가까스로 빠져나왔다. 루는 봉인을 풀고 빠져나오는 데 자신의 마력을 전부 사용해버려 봉인의 여파와 함께 힘을 거의 다 잃어버려 어린아이의 모습으로 변하고 그 뒤 엘리오스로 탈출한다. '시엘'은 뒷골목의 암살자로, 차원의 균열을 통해 빠져나온 루를 보살피다가 마족 암살자에게 살해당했고, 루가 자신의 힘을 대가로 시엘을 반인반마(반 마족)으로 부활시켰다. 자신을 살려준 루에게 자신의 삶을 바칠 것을 맹세하며, 시엘은 루의 자리를 되찾기 위해 루와 함께 새로운 삶을 시작한다.
고유 시스템
스위칭 및 콤비네이션 게이지
1차 전직
킬리아크 / 1 라인 (루)
마력장갑을 강화시켜 강력하고 묵직한 일격을 가하는 클래스.
로열가드 / 2 라인 (시엘)
총등의 화기를 강화시키며 중화기를 이용해 중원거리에서 화력을 난사하는 클래스.
디아블라 / 3 라인 (루)
깨어난 마기와 넘치는 마력을 바탕으로 민첩하고 날렵하게 움직이며 적을 희롱하지만 폭주 상태에 진입하면 막대한 힘으로 모든 적을 압살하는 클래스.
엠프티니스 / 4 라인 (루)
2차 전직
드레드로드 / 1 라인 (시엘)
킬리아크의 2차 전직.
노블레스 / 2 라인 (루)
로열가드의 2차 전직. 시엘 덕분에 자신의 되찾은 마력을 이용하여 상대를 일격하는 클래스.
데모니오 / 3 라인 (시엘)
디아블라의 2차 전직. 각종 마계 식물과 라이플을 이용한 저격술로 루의 전투를 서포트하지만 폭주 시에는 전신이 마족화되어 피아를 식별하지 않고 적을 섬멸하는 클래스.
터비스 / 4 라인 (시엘)
엠프티니스의 2차 전직.
3차 전직
카타스트로피 / 1 라인
루시엘 1 라인의 3차 전직.
이노센트 / 2 라인
루시엘 2 라인의 3차 전직.
디앙겔리온 / 3 라인
루시엘 3 라인의 3차 전직.
데메르시오 / 4 라인
루시엘 4 라인의 3차 전직.
로제(Rose): 성우 - 이용신 / 코시미즈 아미.
본명은 안나 테스타로사(Anna Testarossa).[11]
'어릴 적부터, 군인 에 종사하던 집안의 분위기에 이끌려 아무 흔들림 없이 군인으로서의 길을 선택하고 걸어왔으나, 안나가 군사 학도에 들어갈 무렵에, 훌륭한 군인이었던 아버지가 단 한 번의 임무를 실패하는 것에 의해 그의 인생이 단박에 무너지는 것을 보고 지금까지 자신이 걸어온 길에 대해 혼란을 겪었으나, 천계의 황녀 에르제를 만나게 된 것을 계기로, 깨달음을 얻어 마음을 바로잡을 수 있게 되었다.군사 학도를 졸업한 이후, 노력 끝에 황궁의 황도 수비군으로 들어가, 황녀를 호위하는 일을 맡는 황녀의 정원의 멤버가 되었으며, 황녀의 정원 최강의 전투력을 가진 인원을 상징하는 로제 라는 이름을 하사받아 로제로서의 삶을 시작하게 된다.
황녀의 명에 따라, 천계를 위협하는 대재앙의 근원을 조사 / 근절하기 위해 엘리오스를 연구해 오던 크라우스 메이슨의 도움을 받아 다른 차원의 세계 엘리오스로 건너오지만, 도착한 곳은 아틀라스였고 제로는 크라우스가 엘리오스가 아닌 이곳으로 보낸 건 대재앙의 근원과 관련있다고 생각하고 로제에게 자신을 따라오라 한다.'
고유 시스템ECP 시스템, 웨폰팩
•웨폰팩 구성
핸드캐넌 - 공격력이 쌔지만 속도가 느리다.
리볼버 - 적당한 속도와 적당한 공격력을 가지고 있다.
머스켓 - 핸드캐넌과 리볼버의 중간 속도를 가지고 있다. MP 회수에 뛰어나다.
자동권총 - 매우 빠른 속도로 매우 낮은 공격력의 총알을 X 키 한번당 3발 쏜다. 발당 마나를 2만큼 태운다. (그러나 피격 MP 회복량이 있으므로 큰 효과는 없어보임)
•ECP 시스템
ECP 게이지는 액티브/버프 스킬을 쓰거나 총기 4개로 x를 연타했을 때 줄어든다.
ECP 발동 상태에선 액티브/버프 스킬을 사용할 수 없지만, 스페셜 액티브 스킬의 공격력을 높여준다.
1 차 전직
해비베럴 / 1 라인
주 총은 핸드캐넌, 중화기를 사용한다.
블러디아 / 2 라인
주 총은 리볼버, 사슬을 사용한다.
발키리 / 3 라인
주 총은 머스킷, 스나이퍼, 폭탄등 여러 가지 총들을 사용한다.
메탈하트 / 4 라인
주 총은 자동권총, 지원을 요청하여 기계를 소환한다
2 차 전직
스톰트루퍼 / 1 라인
더욱 강화된 중화기를 사용한다.
크림슨 로제 / 2 라인
리볼버가 더욱 강화된다. 또한 크림슨 로제(일명 크로)의 밥줄 스킬인 '데스 바이 리볼버'라는 패시브와 '체인 파우더'라는 버프를 활용하여 높은 데미지를 얻어낼 수 있다.
프레이야 / 3 라인
더 많은 수류탄, 더 많은 서보니트로, 더 많은 공중공격! 프레이아의 패시브 스킬이 열려 공중스킬의 마나 소모량과 데미지가 대폭 감소하게 되는 직업.
옵티머스 / 4 라인
G 스킬 시리즈가 생기는 전직이다. G-1 ~ G-4 까지는 마스터마인드의 인스톨과 유사하게 처음 스킬키를 누르면 그 모드로 변환, 한번 더 누르면 스킬 발동, 또 한번 더 누르면 ECP를 추가로 소모하여 데미지를 올려준다.
3 차 전직
템페스트 버스터 / 1 라인
로제 1 라인의 3차 전직.
블랙 매서커 / 2 라인
로제 2 라인의 3차 전직.
미네르바 / 3 라인
로제 3 라인의 3차 전직.
프라임 오퍼레이터 / 4 라인
로제 4 라인의 3차 전직.
아인, 아인체이스 이스마엘(Ain, Ainchase Is(h)mael): 성우 - 김승준 / 타케우치 슌스케.
고유시스템
강신/권능
1 차 전직
롭티 익스큐터 / 1 라인
창조마법'을 통한 무기 투영으로 강습 및 근중거리 전투에 최적화된 전직입니다. 신속하고도 치명적인 무기들은 신의 대행자로서 적들을 빠르게 섬 클래스.
롭티 엔파서 / 2 라인
신의 힘으로 엘의 기운을 순환한 마법을 통해 중원거리 전투에 능한 전직입니다. 순환한 마법은 공격을 강화시키며 유연한 전투 스타일로 전장을 장악 클래스.
롭티 원더러 / 3 라인
창조마법,순환마법을 사용하지 않고 헤니르의 힘 즉 공허의 힘을 사용하여 적들을 제압하는 전직
롭티 슈라이어 / 4 라인
2 차 전직
아메 서머터지 / 1 라인
무기 투영을 극한으로 단련하여 신대의 무기조차 투영해내는 전직입니다. 신대의 무기를 투영함으로써 좀 더 강력하고 변칙적인 기술로 스타일리시한 전투 클래스.
에브루헨 아모치온 / 2 라인
감정이 피어난 아인은 [아이트]를 자유자재로 다루며 형태변환을 이루어 내는 전직입니다. 자신의 전략에 따라 변하는 공격을 통해 다채로운 전투를 클래스.
아포스타시아 / 3 라인
지속된 공허의 힘에의한 노출로 인하여 더많은 공허의 힘과 비규칙적인 스킬들로 적들을 쓸어버리는 공허의 절대자
샤츠 레프리제 / 4 라인
3 차 전직
리히터 / 1 라인
아인 1 라인의 3차 전직.
블루헨 / 2 라인
/ 2 라인
아인 2 라인의 3차 전직.
헤르셔 / 3 라인
아인 3 라인의 3차 전직.
비고트 / 4 라인
아인 4 라인의 3차 전직.
라비(Laby): 성우 - 장예나 / 카토 에미리.
고유 시스템
센티멘탈 포인트
1 차 전직
스파키 차일드 / 1 라인
배움을 통해 성장하는 초보 수련가로 근접 공격 전투에 최적화 한 전직입니다. 니샤의 힘을 절제하고 격투 기술로 전투하는 클래스.
트윙클 차일드 / 2 라인
니샤와의 유대감을 느낀 아이로 중원거리 전투에 능한 전직입니다. 니샤의 힘을 이용하여 전투하는 클래스.
러스티 차일드 / 3 라인
상황에 맞는 소환수를 소환하여 소환수 고유 능력을 통해 전투하는 클래스.
러프 차일드 / 4 라인
2 차 전직
럼블 펌 / 1 라인
불완전함의 원인인 니샤를 봉인하고 더욱 강화된 격투 스타일로 적을 쓸어내리는 클래스.
샤이닝 로만티카 / 2 라인
돈독해진 니샤의 힘을 합쳐 자신의 힘을 상상시키는 거울 술사로서 적을 물리치는 클래스.
데이드리머 / 3 라인
니샤와 검은 숲의 요소를 활용하여 숲의 기억으로 전투를 보조하는 환상술사로 적을 물리치는 클래스.
펑키 포핏 / 4 라인
3 차 전직
이터니티 워너 / 1 라인
라비 1 라인의 3차 전직.
라디언드 소울 / 2 라인
라비 2 라인의 3차 전직
니샤 라비린스 / 3 라인
라비 3 라인의 3차 전직
트윈즈 피카로 / 4 라인
라비 4 라인의 3차 전직
게임 소개 :: 엘소드 - 캐릭터&스킬 보관됨 2018-01-06 - 웨이백 머신
노아(Noah): 성우 - 이새아 / 카토 에미리.
고유 시스템
센티멘탈 포인트
1 차 전직
세컨드 리벤저 / 1 라인
배움을 통해 성장하는 초보 수련가로 근접 공격 전투에 최적화 한 전직입니다. 니샤의 힘을 절제하고 격투 기술로 전투하는 클래스.
세컨드 셀렉션 / 2 라인
니샤와의 유대감을 느낀 아이로 중원거리 전투에 능한 전직입니다. 니샤의 힘을 이용하여 전투하는 클래스.
세컨드 그리프 / 3 라인
상황에 맞는 소환수를 소환하여 소환수 고유 능력을 통해 전투하는 클래스.
세컨드 디젝션 / 4 라인
2 차 전직
사일런트 섀도우 / 1 라인
불완전함의 원인인 니샤를 봉인하고 더욱 강화된 격투 스타일로 적을 쓸어내리는 클래스.
스텔라 스캐터 / 2 라인
돈독해진 니샤의 힘을 합쳐 자신의 힘을 상상시키는 거울 술사로서 적을 물리치는 클래스.
페일 필그림 / 3 라인
니샤와 검은 숲의 요소를 활용하여 숲의 기억으로 전투를 보조하는 환상술사로 적을 물리치는 클래스.
헤이지 딜루전 / 4 라인
3 차 전직
리버레이터 / 1 라인
노아 1 라인의 3차 전직.
셀레스티아 / 2 라인
노아 2 라인의 3차 전직
닉스 피에타 / 3 라인
노아 3 라인의 3차 전직
모르페우스 / 4 라인
노아 4 라인의 3차 전직
리티아 베릴: (Lithia) 성우 - 김연우 / 미정
고유 시스템
미정
1 차 전직
포텐 파인더 / 1 라인
2 차 전직
마이티 마이너 / 1 라인
3 차 전직
젬블리스 / 1 라인
1 차 전직
포춘 파인더 / 1 라인
2 차 전직
그리디 원더 / 2 라인
3 차 전직
애버리스 / 3 라인

## 관련 매체

### 만화
현재 게임을 원작으로 하되 다른 설정을 차용한 기획 시리즈(글: 김은종, 그림: 하림, 출판: 학산문화사)와 교육을 위한 과학 논술 내용을 포함하는 교육용 시리즈인 미래과학큐(글, 스토리: 한선경, 그림: 윤종문, 감수: 정지훈)의 두 가지 만화가 출판되고 있다.
- 아동 기획 만화 시리즈
  1. 2008년 3월 25일 - ISBN 978-89-258-1028-7
  2. 2008년 7월 25일 - ISBN 978-89-258-1540-4
  3. 2009년 1월 25일 - ISBN 978-89-258-2615-8
  4. 2009년 5월 25일 - ISBN 978-89-258-3224-1
  5. 2009년 8월 25일 - ISBN 978-89-258-3562-4
  6. 2010년 1월 25일 - ISBN 978-89-258-4305-6
  7. 2010년 5월 10일 - ISBN 978-89-258-4711-5
  8. 2010년 7월 25일 - ISBN 978-89-258-5446-5
  9. 2010년 9월 25일 - ISBN 978-89-941-4831-1
  10. 2011년 2월 25일 - ISBN 978-89-258-6049-7
  11. 2011년 4월 25일 - ISBN 978-89-258-6867-7
  12. 2011년 7월 25일 - ISBN 978-89-258-7377-0
  13. 2011년 10월 25일 - ISBN 978-89-258-7888-1
  14. 2012년 1월 25일 - ISBN 978-89-258-7889-8
- 미래과학큐 시리즈
  1. 생명의 기원 - 2010년 11월 22일, ISBN 978-89-941-4837-3
  2. 고대 동물의 부활 - 2011년 3월 31일, ISBN 978-89-941-4846-5
  3. 생명체의 변화 - 2011년 7월 11일, ISBN 978-89-941-4855-7
  4. 복제 생명체 - 2012년 1월 5일, ISBN 978-89-941-4867-0

### 공식 가이드 북
랩몬스터와 유앤유커뮤니케이션에서 공동으로 편찬하고 2010년 10월 8일에 발매되었다. 도서코드는 ISBN 9788994148311, 만화 단행본과 마찬가지로 아이템 쿠폰코드가 제공된다. 두 번째 공식 가이드북(도서코드 - ISBN 9788994148649)이 2011년 10월 5일 발매되었다. 새로이 추가된 여섯 번째 캐릭터인 청과 벨더 이후의 지역까지 다루고 있다.

## 애니메이션
2015년 11월 26일에, 넥슨 애니메이션 제작보고회에서 11분 분량의 애니메이션 12화를 2016년 하반기에 웹에서 무료로 공개할 예정이라고 발표했다. 제작은 DR 무비에서 담당한다.
2017년 11월 3일에, 'YOUTUBE'의 '넥슨 엘소드' 채널에서 엘소드 애니메이션, "엘소드:엘의여인" 1화를 첫 방영했다.
"엘소드 : 엘의여인" 1화 동영상 페이지 바로가기
방영하기 6시간 전인 오후 12시에는 오프닝곡 "Runner's High"과 엔딩곡 "다시 만난 희망"의 '풀버전, Inst, 어쿠스틱 라이브 버전'이 정식 음원으로 배포되었다.
"엘소드:엘의여인" 애니메이션은 매주 금요일 오후 06 시에 방영되었으며, 애니메이션이 종료 된 후 오후 07 시부터 오후 07시 59 분까지 '*라이브이벤트*'로 경험치 2 배 핫타임 이벤트가 진행되었다.
2018년 1월 5일에 "엘소드: 엘의여인"의 최종화, 12 화 <새로운 출발> 이 방영되면서, "엘소드:엘의여인" 애니메이션이 종영되었다.
<엘소드 애니메이션 "엘소드 : 엘의 여인" 정식 방영> 바로가기 페이지 및 12 화 동영상 바로가기 페이지 보관됨 2018-01-09 - 웨이백 머신

## 같이 보기
- 그랜드체이스

## 참조

### 공식 사이트
- 전 세계 서비스 국가별 접속 사이트
  - (한국어) 대한민국
  - '네이버' '엘소드' 공식 '블로그'
  - '네이버' 엘소드 공식 '포스트'
  - 엘소드 공식 '트위터'
  - '유튜브' - '넥슨 엘소드'
  - '유튜브' - '넥슨 YouTube'

### 그 외
- (영어) 엘소드 위키
- 인터뷰 ‘대기만성’ 엘소드 “포기란 없다”[깨진 링크(과거 내용 찾기)] - 디스이즈게임닷컴